# Carl August Lagerqvist
Carl August Lagerqvist, född 8 september 1860 i Nydala socken, Jönköpings län, död 21 november 1937 i Varberg, var en svensk ingenjör. 
Lagerqvist blev elev vid Chalmersska slöjdskolan 1878, avlade avgångsexamen 1883 och företog en studieresa i utlandet 1885. Han var elev vid Lindholmens mekaniska verkstad i Göteborg 1883–1884, föreståndare för Korndals mekaniska verkstad 1885–1887, stadsingenjör i Varbergs stad från 1887, verkställande direktör för Varbergs Snickeri AB från 1893 och ledamot av styrelsen för Skandinaviska Textilfabriks AB i Varberg från 1896. Han var arkitekt för gamla flickskolan (1900) i Varberg.